# كلوريد الأمونيوم
كلوريد الأمونيوم (أو ملح النشادر أو النوشادر أو النوشاذر تعريبا عن الفارسي) هو مركب كيميائي من مركبات الأمونيوم يكون على شكل مسحوق بلوري أبيض.

## الخواص
- يتبلور كلوريد الأمونيوم بالشبكة البلورية ليوديد السيزيوم، لكنه عند 184°س يتحول إلى الشبكة البلورية الخاصة بكلوريد الصوديوم.
- ينحل مركب كلوريد الأمونيوم بالماء بشكل جيد مع حدوث تبريد للمحلول الناتج، لكنه بالكاد ينحل بالمحلات العضوية.
- يمكن تخزينه بسهولة حيث أن بلوراته لا تتكتل على بعضها ولا يتسيل.
- محاليل كلوريد الأمونيوم المائية لها صفة حمضـية (محلول 1% له أس هيدروجيني مقدارها 5.3).
- بالتسخين إلى 338°س يتصعد كلوريد الأمونيوم، حيث يتفكك البخار الناتج إلى الأمونياك وكلوريد الهيدروجين.

## التحضير
يعد كلوريد الأمونيوم من أحد أهم أملاح الأمونيوم.يحضر صناعياً كناتج ثانوي من عملية سولفاي لتحضير كربونات الصوديوم.
أما مخبرياً فيحضر كلوريد الأمونيوم من تبخير المحلول الناتج من تفاعل الأمونياك مع كلوريد الهيدروجين إما بالمحلول أو من تفاعل الأبخرة في الطور الغازي.

## الاستخدامات
- يستخدم بشكل واسع كوسط شاردي ناقل في البطارية الجافة.
- يستخدم كلوريد الأمونيوم في عمليات لحام المعادن، حيث يتفكك كلوريد الأمونيوم عند الطرف الساخن لقضيب اللاحم فيتحرر كلوريد الهيدروجين الذي يكون فعالاً ضد أكاسيد المعادن والشوائب الأخرى الموجودة على سطح المعدن، خاصة بوجود الأمونياك مما يؤدي إلى عملية لحام أفضل.
- يستخدم في المجال الطبي في مستحضرات حل البلغم.

## اقرأ أيضاً
- أملاح الشم